# Xenoctenidae
Xenoctenidae – rodzina pająków z podrzędu Opisthothelae i infrarzędu Araneomorphae.
Pająki te mają oczy środkowych par położone bardziej z przodu niż tylnych par tych samych rzędów. Błona odblaskowa oka ma formę kratkowatą. Odnóża kroczne zaopatrzone są w dobrze rozwinięte skopule i zwieńczone są parą pazurków, a niekiedy też przypazurkową kępką szczecinek. Nogogłaszczki samca cechują się obecnością apofizy retrolateralnej oraz podziałem dystalnej części tegulum na której osadzony jest embolus.
Przedstawiciele rodziny zasiedlają Amerykę: od Meksyku, Kuby i Hispanioli po Argentynę. Kilka gatunków to endemity Galapagos. Ponadto pojedynczy gatunek jest endemitem Australii.
Początkowo takson ten wyróżniany był pod nazwą Xenoctenus-group w obrębie trawnikowcowatych (najpierw Zoridae, a potem Miturgidae). O tym, że zasługuje on na wyniesienie do rangi osobnej rodziny wspominali Diana Silva-Dávila w publikacji z 2003 roku oraz Martín Ramírez w publikacji z 2014 roku. Ostatecznie Ramírez i Silva-Dávila dokonali wyróżnienia rodziny Xenoctenidae w ramach analizy filogenetycznej Warda Wheelera z 2017 roku.
Należy tu ponad 30 gatunków, zgrupowanych w 4 rodzajach:
- Incasoctenus Mello-Leitão, 1942
- Odo Keyserling, 1887
- Paravulsor Mello-Leitão, 1922
- Xenoctenus Mello-Leitão, 1938